# Kiwa NV
Kiwa NV is een Nederlands bedrijf voor testen, inspecteren en certificeren (TIC). De naam was oorspronkelijk een acroniem voor Keurings Instituut voor Waterleiding Artikelen (KIWA). Het is een zogenoemde aangemelde instantie die producten, diensten en systemen aan de daarvoor geldende richtlijnen toetst. Kiwa is sinds 2021 een onderdeel van de handelsonderneming SHV Holdings en actief in zo'n 35 landen. Het hoofdkantoor is gevestigd in Rijswijk.

## Geschiedenis
Kiwa NV werd in 1948 opgericht door de Nederlandse drinkwaterbedrijven met als doel zorg te dragen voor de kwaliteit van het drinkwater. Eisen werden opgesteld waaraan artikelen in het drinkwaternet, zoals waterleiding, fittingen en kranen, moesten voldoen. KIWA voerde (en voert) tests uit op dergelijke artikelen. Producten die aan de eisen voldoen, krijgen het Kiwa Keurmerk. In 2010 is de afgifte van een aantal Nederlandse vergunningen door de minister van Infrastructuur en Waterstaat in mandaat overgedragen aan Kiwa N.V..
De strenge testmethoden van KIWA maakten het mogelijk uit te breiden naar andere sectoren zoals de bouw en milieu. Om in lijn te zijn met de bredere operationele reikwijdte, werd de naam van het bedrijf veranderd van KIWA naar Kiwa N.V..
Sinds 2000 zijn veel bedrijven overgenomen. In 2005 werd Gastec overgenomen, dit bedrijf is vergelijkbaar met Kiwa maar gespecialiseerd in gassen en actief in Nederland, Verenigd Koninkrijk en China. Inspecta (Noorwegen, Zweden, Finland, Polen en de Baltische staten) en Vinçotte (België en Luxemburg) volgden. In 2006 werd Kiwa overgenomen door ABN AMRO Participaties. Voor deze koop werd Kiwa Water Research afgesplitst en dat onderdeel kwam in handen van de waterbedrijven. Kiwa had in 2005 een jaaromzet van €55 miljoen en 575 werknemers.
Vijf jaar later ging Kiwa over naar NPM Capital. Kiwa had toen zo'n 1150 medewerkers in negen landen en behaalde een omzet van €110 miljoen. Sinds 2021 is Kiwa onderdeel van SHV, een van 's werelds grootste particuliere handelsgroepen, wat de missie van het bedrijf voor duurzame en wereldwijde ontwikkeling weerspiegelt.
In 2023 vierde Kiwa zijn 75-jarig jubileum. Met een aanwezigheid in meer dan 35 landen wereldwijd, ligt de toekomstige focus van Kiwa op het verder versterken van zijn positie binnen en buiten Europa, inclusief Noord-Amerika, Latijns-Amerika, Azië en de regio Australië-Pacific.

## Werkzaamheden

### Certificeren
Het afgeven van kwaliteitsverklaringen in de vorm van certificaten vormt de basis van de activiteiten van Kiwa NV. Kiwa bepaalt als onafhankelijke partij of een bedrijf of instelling voldoet aan de eisen die aan een product, dienst, systeem of persoon worden gesteld. De eisen komen tot stand in samenspraak met alle betrokken partijen: producenten, afnemers, certificerende instellingen en een zogeheten 'college van deskundigen' op een bepaald vakgebied. Eenmaal gecertificeerde producten en diensten kunnen worden voorzien van een keurmerk als visuele ondersteuning.
Kiwa geeft keurmerken in eigen beheer uit en in licentie. Het gaat onder meer om transport en logistiek, managementsystemen (bijvoorbeeld ISO 9001 en ISO 14001), agro, feed & food (onder meer HACCP), gezondheidszorg (onder meer HKZ), veiligheid en maatschappelijk verantwoord ondernemen (MVO Prestatieladder). In Nederland gaat het onder meer om bouw (bijvoorbeeld KOMO-certificering), drinkwater (onder meer Kiwa Keur), energie en gas (bijvoorbeeld Gaskeur).

### Inspecteren
In het verlengde van de certificatie-activiteiten voert Kiwa inspecties uit op (onderdelen van) producten en systemen. Het kan gaan om onder meer nutsleidingen, alarm- en brandmeldinstallaties en opslagtanks. Doel van een inspectie is inzicht te krijgen in mogelijke risico’s, kwaliteit, veiligheid en milieubelasting.

### Testen
Voor de beproeving van producten beschikt Kiwa over een netwerk van testlaboratoria in Europa en het Verre Oosten. Onder meer sanitaire artikelen, energie en gas gerelateerde artikelen, elektronische producten en bouwproducten kunnen op specificaties en eisen worden getest.

### Uitgifte bewijzen van bevoegdheid
Het bedrijfsonderdeel Kiwa Register is in 2010 ontstaan als gevolg van de uitplaatsing van het grootste gedeelte van de organisatie die zich binnen de Inspectie Verkeer & Waterstaat (thans Inspectie Leefomgeving & Transport) bezighield met vergunningverlenende taken met een sterk administratief karakter. Deze uitplaatsing was destijds niet onomstreden. Jaarlijks verstrekt Kiwa namens de minister van Infrastructuur en Waterstaat ruim 100.000 vergunningen en bevoegdheden aan natuurlijke personen en bedrijven in de luchtvaart, zeevaart, binnenvaart en het personen- en vrachtvervoer over de weg. Kiwa voert die taken uit onder mandaat. In 2021 waren er klachten over de lange doorlooptijd bij de aanvraag van brevetten voor de luchtvaart en de zeer hoge tarieven in vergelijking met omliggende landen..

## Bedrijfsstructuur en ontwikkeling
Kiwa werkt met een gedecentraliseerde structuur, waarbij de operaties worden verdeeld in regio's die meerdere landen omvatten. Kiwa streeft naar nationale en internationale bedrijfsgroei op basis van organische groei en overnames. In 2005 werd Gastec uit Apeldoorn overgenomen, het voormalige Gasinstituut. Daarna zijn er nog diverse overnames gedaan, zowel in Nederland als daarbuiten en in uiteenlopende marktsegmenten.
Er waren in 2021 Kiwa-kantoren en -landenorganisaties in 35 landen en agentschappen in 20 landen. Landenorganisaties met een eigen kantoor zijn er in Nederland, België, China, Denemarken, Duitsland, Estland, Finland, Frankrijk, het Verenigd Koninkrijk, Italië, Letland, Lithouwen, Noorwegen, Peru, Polen, Portugal, Spanje, Turkije, Zuid-Korea en Zweden.

### TIC-bedrijfsonderdelen in Nederland
- Kiwa BDA in Gorinchem: onderzoek naar en certificering van bouwelementen voor gevels en daken.
- Kiwa BMC in Rijswijk: onderzoek naar en certificering van beton- en andere mortels.
- Kiwa ISA Sport in Arnhem: onderzoek naar en certificering van sportondergronden.
- Kiwa NCP in Zaltbommel: certificering van bedrijven op het gebied van brandveiligheid en inbraakbeveiliging.
- Kiwa SCM in Nieuwegein: certificering van beveiligingssystemen voor voertuigen.
- Kiwa R2B in Zaltbommel: inspectie-instelling op het gebied van brandbeveiligingsinstallaties.
- Kiwa KVVM in Zaltbommel: inspectie-instelling op het gebied van magazijnstelling, trappen en bordessen.
- Kiwa Telefication in Apeldoorn: onderzoek naar en certificering van (draadloze) elektronica.

### Aanverwante activiteiten in Nederland
In het verlengde van de TIC-activiteiten biedt Kiwa trainingen, advies- en onderzoeksdiensten, dataservices en de afgifte van vergunningen:
- Kiwa Training in Rijswijk biedt praktijkgerichte cursussen, trainingen en workshops op het gebied van installatie- en distributietechniek, kwaliteit, veiligheid, normkennis en zorg.
- Kiwa Technology in Apeldoorn is een onafhankelijke internationale kennisonderneming op het terrein van energie, met name gas, en water. Kiwa Technology richt zich primair op consultancy bij de inkoop, verkoop en distributie van gas. Ook doet het bedrijf onderzoek naar nieuwe toepassingen met duurzame energie.
- Kiwa Carity in Utrecht is een onafhankelijk expertisecentrum en kennisinstituut dat onderzoekt, adviseert en trainingen verzorgt. Kernactiviteit van Kiwa Carity is het verwerken van data tot bruikbare informatie voor bijvoorbeeld managementbeslissingen, primair voor de zorgsector.
- Kiwa Register in Rijswijk geeft vergunningen af in opdracht van onder andere het ministerie van Infrastructuur en Waterstaat. Het gaat om waardedocumenten voor vervoer over land, water en door de lucht. Kiwa Register verstrekt vergunningen voor binnenvaart, visserij, koopvaardij, bus, taxi (zoals de chauffeurspas), vrachtauto (bestuurderskaart) en luchtvaart.
- KOAC-NPC levert vanuit vestigingen in Apeldoorn, Groningen, Nieuwegein en Vught advies, doet (laboratorium)onderzoek en wegmetingen, verzorgt kwaliteitsbegeleiding en doet aan kennisoverdracht op het gebied van mobiliteitsinfrastructuur.

## Bedrijfslogo
Het Kiwa-beeldmerk toont een gestileerde afbeelding van een bever. Dit dier is gekozen als symbool vanwege de verschillende markten waarin Kiwa actief is: het is verbonden met water, bouw en leefmilieu. De bever staat volgens het bedrijf voor efficiënt, technisch vaardig, vriendelijk en volhardend.

## Onafhankelijkheid en toezicht
Van een bedrijf dat testen, inspecties en certificeringen uitvoert wordt strikte onafhankelijkheid verwacht. Kiwa borgt deze onafhankelijkheid in- en extern. De onderneming is onpartijdig en niet betrokken bij productie, handel of andere activiteiten die de onpartijdigheid in gevaar kunnen brengen. Er is geen externe invloed op beslissingen of op adviezen van Kiwa op het terrein van certificering, testen, inspectie, technologie of onderzoek. Kiwa staat onder toezicht van verschillende accreditatie-instanties, waaronder de Raad voor Accreditatie.